# Marco Baldi (Basketballspieler, 1966)
Marco Baldi (* 7. November 1966 in Aosta, Aostatal) ist ein ehemaliger italienischer Basketballspieler und Sportdirektor. Er ist nicht zu verwechseln mit seinem vier Jahre älteren deutschen Namensvetter Marco Baldi, der ähnliche Tätigkeiten ausübte. Baldi war als Profi insbesondere für Olimpia Milano aktiv. Bei diesem Verein war er als Spieler an drei nationalen Meisterschaften und zwei Korać-Cup-Erfolgen beteiligt und arbeitete nach seinem Karriereende von 2002 bis 2007 als Sportdirektor für den Verein. Ferner war er als Spieler auch im Ausland für die Bayer Giants Leverkusen in der deutschen Basketball-Bundesliga sowie die London Towers in der British Basketball League aktiv. Anschließend arbeitete Baldi unter anderem als Scout.